# 5,12-ビス(フェニルエチニル)ナフタセン
5,12-ビス(フェニルエチニル)ナフタセン(5,12-Bis(phenylethynyl)naphthacene)は、ケミカルライトに使われる蛍光色素分子の一つ。橙色の蛍光を発する。